# Kostycze
Kostycze (biał. Костычы, Kostyczy, ros. Костычи, Kostyczi) – wieś na Białorusi w rejonie brzeskim obwodu brzeskiego w sielsowiecie Klejniki.

## Geografia
Miejscowość położona nad rzeką Leśną, między wsiami Szumaki, Piaski, Nepli i Kotelnia Bojarska.

## Historia
W XIX w. Kostycze znajdowały się w gminie Motykały ujezdu brzeskiego guberni grodzieńskiej. W okresie międzywojennym Kostycze należały do gminy Motykały w powiecie brzeskim województwa poleskiego. Według spisu powszechnego z 1921 r. była to wieś licząca 18 domów. Mieszkało tu 90 osób: 44 mężczyzn i 46 kobiet. Pod względem wyznania żyło tu 11 rzymskich katolików, 79 prawosławnych. 79 mieszkańców deklarowało narodowość białoruską a 11 polską.
Po II wojnie światowej w granicach ZSRR i od 1991 r. w niepodległej Białorusi.